# Skład Skry Bełchatów w poszczególnych ligowych sezonach

## Kadry historyczne

### Sezon 2024/2025
| Nr | Imię i nazwisko                    | Data ur. | Wzrost | Pozycja      |
| -- | ---------------------------------- | -------- | ------ | ------------ |
| 3  | Wiktor Nowak                       | 1999     | 186    | rozgrywający |
| 4  | Rafał Buszek                       | 1987     | 196    | libero       |
| 7  | Bartłomiej Lemański                | 1996     | 217    | środkowy     |
| 9  | Łukasz Wiśniewski                  | 1989     | 198    | środkowy     |
| 11 | Miran Kujundžić                    | 1997     | 196    | przyjmujący  |
| 12 | Grzegorz Łomacz                    | 1987     | 187    | rozgrywający |
| 13 | Mateusz Nowak                      | 2004     | 214    | środkowy     |
| 14 | Žiga Štern                         | 1994     | 193    | przyjmujący  |
| 15 | Michał Szalacha                    | 1994     | 202    | środkowy     |
| 16 | David Dinculescu                   | 2004     | 195    | przyjmujący  |
| 17 | Amin Esma’ilneżad                  | 1996     | 203    | atakujący    |
| 18 | Pavle Perić                        | 1998     | 207    | przyjmujący  |
| 19 | Radosław Parapunow (od 29.11.2024) | 1997     | 205    | atakujący    |
| 22 | Krystian Walczak (do 06.11.2024)   | 2001     | 212    | atakujący    |
| 59 | Kajetan Marek                      | 1994     | 186    | libero       |

### Sezon 2023/2024
| Nr | Imię i nazwisko              | Data ur. | Wzrost | Pozycja      |
| -- | ---------------------------- | -------- | ------ | ------------ |
| 1  | Dawid Konarski               | 1989     | 198    | atakujący    |
| 3  | Wiktor Nowak                 | 1999     | 186    | rozgrywający |
| 7  | Bartłomiej Lemański          | 1996     | 217    | środkowy     |
| 8  | Przemysław Kupka             | 2001     | 206    | atakujący    |
| 9  | Łukasz Wiśniewski            | 1989     | 198    | środkowy     |
| 11 | Ilija Petkow (od 13.12.2023) | 1996     | 201    | środkowy     |
| 12 | Grzegorz Łomacz              | 1987     | 187    | rozgrywający |
| 13 | Mateusz Nowak                | 2004     | 214    | środkowy     |
| 14 | Benjamin Diez                | 1998     | 184    | libero       |
| 15 | Mateusz Mika (do 15.12.2023) | 1991     | 207    | przyjmujący  |
| 16 | Mateusz Poręba               | 1999     | 203    | środkowy     |
| 20 | Adrian Aciobăniței           | 1997     | 195    | przyjmujący  |
| 21 | Jakub Rybicki                | 1998     | 196    | przyjmujący  |
| 23 | Bartłomiej Lipiński          | 1996     | 201    | przyjmujący  |
| 59 | Kajetan Marek                | 1994     | 186    | libero       |
| 99 | Pierre Derouillon            | 1999     | 194    | przyjmujący  |

| Nr | Imię i nazwisko                      | Data ur.   | Wzrost | Pozycja      |
| -- | ------------------------------------ | ---------- | ------ | ------------ |
| 3  | Wiktor Musiał                        | 30.03.1993 | 194    | atakujący    |
| 4  | Dawid Gunia                          | 01.01.1987 | 203    | środkowy     |
| 5  | Bartłomiej Janus                     | 19.01.1995 | 203    | środkowy     |
| 6  | Karol Kłos                           | 08.08.1989 | 201    | środkowy     |
| 8  | Jędrzej Gruszczyński (od 27.12.2022) | 13.11.1997 | 186    | libero       |
| 11 | Dick Kooy                            | 03.12.1987 | 202    | przyjmujący  |
| 12 | Lukáš Vašina                         | 06.07.1999 | 197    | przyjmujący  |
| 14 | Aleksandar Atanasijević              | 04.09.1991 | 200    | atakujący    |
| 15 | Grzegorz Łomacz                      | 01.10.1987 | 187    | rozgrywający |
| 16 | Kacper Piechocki                     | 17.12.1995 | 184    | libero       |
| 17 | Sebastian Adamczyk (do 21.10.2022)   | 18.02.1999 | 208    | środkowy     |
| 18 | Robert Milczarek                     | 28.11.1983 | 188    | libero       |
| 20 | Mateusz Bieniek                      | 05.04.1994 | 210    | środkowy     |
| 21 | Jakub Rybicki                        | 01.11.1998 | 196    | przyjmujący  |
| 26 | Mihajlo Mitić                        | 17.09.1990 | 201    | rozgrywający |
| 91 | Filippo Lanza                        | 03.03.1991 | 198    | przyjmujący  |

| Nr | Imię i nazwisko         | Data ur.   | Wzrost | Pozycja      |
| -- | ----------------------- | ---------- | ------ | ------------ |
| 5  | Mikołaj Sawicki         | 23.11.1999 | 198    | przyjmujący  |
| 6  | Karol Kłos              | 08.08.1989 | 201    | środkowy     |
| 7  | Damian Schulz           | 26.02.1990 | 208    | atakujący    |
| 8  | Dick Kooy               | 03.12.1987 | 202    | przyjmujący  |
| 9  | Robert Täht             | 15.08.1993 | 192    | przyjmujący  |
| 11 | Milad Ebadipur          | 17.10.1993 | 196    | przyjmujący  |
| 14 | Aleksandar Atanasijević | 04.09.1991 | 200    | atakujący    |
| 15 | Grzegorz Łomacz         | 01.10.1987 | 187    | rozgrywający |
| 16 | Kacper Piechocki        | 17.12.1995 | 184    | libero       |
| 17 | Sebastian Adamczyk      | 18.02.1999 | 208    | środkowy     |
| 18 | Robert Milczarek        | 28.11.1983 | 188    | libero       |
| 20 | Mateusz Bieniek         | 05.04.1994 | 210    | środkowy     |
| 26 | Mihajlo Mitić           | 17.09.1990 | 201    | rozgrywający |

| Nr | Imię i nazwisko    | Data ur.   | Wzrost | Pozycja      |
| -- | ------------------ | ---------- | ------ | ------------ |
| 1  | Bartosz Filipiak   | 27.02.1994 | 197    | atakujący    |
| 3  | Taylor Sander      | 17.03.1992 | 196    | przyjmujący  |
| 6  | Karol Kłos         | 08.08.1989 | 201    | środkowy     |
| 7  | Sebastian Adamczyk | 18.02.1999 | 208    | środkowy     |
| 8  | Milan Katić        | 22.10.1993 | 202    | przyjmujący  |
| 11 | Milad Ebadipur     | 17.10.1993 | 196    | przyjmujący  |
| 12 | Dušan Petković     | 27.01.1992 | 200    | atakujący    |
| 15 | Grzegorz Łomacz    | 01.10.1987 | 187    | rozgrywający |
| 16 | Kacper Piechocki   | 17.12.1995 | 184    | libero       |
| 18 | Robert Milczarek   | 28.11.1983 | 188    | libero       |
| 20 | Mateusz Bieniek    | 05.04.1994 | 210    | środkowy     |
| 26 | Mihajlo Mitić      | 17.09.1990 | 201    | rozgrywający |
| 55 | Mikołaj Sawicki    | 23.11.1999 | 198    | przyjmujący  |
| 99 | Norbert Huber      | 14.08.1998 | 207    | środkowy     |

| Nr | Imię i nazwisko        | Data ur.   | Wzrost | Pozycja      |
| -- | ---------------------- | ---------- | ------ | ------------ |
| 1  | Kamil Droszyński       | 28.01.1997 | 190    | rozgrywający |
| 2  | Mariusz Wlazły         | 04.08.1983 | 194    | atakujący    |
| 6  | Karol Kłos             | 08.08.1989 | 201    | środkowy     |
| 7  | Jakub Kochanowski      | 17.07.1997 | 199    | środkowy     |
| 8  | Milan Katić            | 22.10.1993 | 202    | przyjmujący  |
| 11 | Milad Ebadipur         | 17.10.1993 | 196    | przyjmujący  |
| 12 | Artur Szalpuk          | 20.03.1995 | 201    | przyjmujący  |
| 15 | Grzegorz Łomacz        | 01.10.1987 | 187    | rozgrywający |
| 16 | Kacper Piechocki       | 17.12.1995 | 184    | libero       |
| 17 | Piotr Orczyk           | 19.03.1993 | 198    | przyjmujący  |
| 18 | Robert Milczarek       | 28.11.1983 | 188    | libero       |
| 21 | Dušan Petković         | 27.01.1992 | 200    | atakujący    |
| 22 | Dawid Filipek          | 21.02.2001 | 190    | rozgrywający |
| 23 | Aleksander Antosiewicz | 13.02.2001 | 205    | środkowy     |
| 99 | Norbert Huber          | 14.08.1998 | 207    | środkowy     |

| Nr | Imię i nazwisko                      | Data ur.   | Wzrost | Pozycja      |
| -- | ------------------------------------ | ---------- | ------ | ------------ |
| 1  | Kamil Droszyński                     | 28.01.1997 | 190    | rozgrywający |
| 2  | Mariusz Wlazły                       | 04.08.1983 | 194    | atakujący    |
| 3  | Renee Teppan                         | 26.09.1993 | 197    | atakujący    |
| 6  | Karol Kłos                           | 08.08.1989 | 201    | środkowy     |
| 7  | Jakub Kochanowski                    | 17.07.1997 | 200    | środkowy     |
| 8  | Milan Katić                          | 22.10.1993 | 201    | przyjmujący  |
| 9  | Patryk Czarnowski                    | 01.11.1985 | 202    | środkowy     |
| 10 | Robert Milczarek                     | 28.11.1983 | 188    | libero       |
| 11 | Milad Ebadipur                       | 17.10.1993 | 196    | przyjmujący  |
| 12 | Artur Szalpuk                        | 20.03.1995 | 202    | przyjmujący  |
| 14 | David Fiel Rodriguez (od 23.10.2018) | 28.08.1993 | 204    | środkowy     |
| 15 | Grzegorz Łomacz                      | 01.10.1987 | 187    | rozgrywający |
| 16 | Kacper Piechocki                     | 17.12.1995 | 184    | libero       |
| 17 | Piotr Orczyk                         | 19.03.1993 | 198    | przyjmujący  |

| Nr | Imię i nazwisko        | Data ur.   | Wzrost | Pozycja      |
| -- | ---------------------- | ---------- | ------ | ------------ |
| 1  | Srećko Lisinac         | 17.05.1992 | 205    | środkowy     |
| 2  | Mariusz Wlazły         | 04.08.1983 | 194    | atakujący    |
| 3  | Wiktor Nowak           | 21.05.1999 | 186    | rozgrywający |
| 5  | Marcin Janusz          | 31.07.1994 | 195    | rozgrywający |
| 6  | Karol Kłos             | 08.08.1989 | 201    | środkowy     |
| 7  | Bartosz Bednorz        | 25.07.1994 | 201    | przyjmujący  |
| 8  | Milan Katić            | 22.10.1993 | 201    | przyjmujący  |
| 9  | Patryk Czarnowski      | 01.11.1985 | 202    | środkowy     |
| 11 | Milad Ebadipur         | 17.10.1993 | 196    | przyjmujący  |
| 13 | Szymon Romać           | 01.10.1992 | 196    | atakujący    |
| 14 | Aleksandar Nedeljković | 27.10.1997 | 205    | środkowy     |
| 15 | Grzegorz Łomacz        | 01.10.1987 | 187    | rozgrywający |
| 16 | Kacper Piechocki       | 17.12.1995 | 184    | libero       |
| 17 | Nikołaj Penczew        | 22.05.1992 | 196    | przyjmujący  |
| 18 | Robert Milczarek       | 28.11.1983 | 188    | libero       |

| Nr | Imię i nazwisko                | Data ur.   | Wzrost | Pozycja               |
| -- | ------------------------------ | ---------- | ------ | --------------------- |
| 1  | Srećko Lisinac                 | 17.05.1992 | 205    | środkowy              |
| 2  | Mariusz Wlazły                 | 04.08.1983 | 194    | atakujący             |
| 4  | Mariusz Marcyniak              | 05.03.1992 | 206    | środkowy              |
| 5  | Bartosz Kurek (od 13.10.2016)  | 29.08.1988 | 205    | przyjmujący/atakujący |
| 6  | Karol Kłos                     | 08.08.1989 | 201    | środkowy              |
| 7  | Bartosz Bednorz                | 25.07.1994 | 201    | przyjmujący           |
| 8  | Jurij Hładyr                   | 08.07.1984 | 202    | środkowy              |
| 9  | Marcin Janusz                  | 31.07.1994 | 195    | rozgrywający          |
| 10 | Nicolás Uriarte                | 21.03.1990 | 192    | rozgrywający          |
| 12 | Artur Szalpuk                  | 20.03.1995 | 202    | przyjmujący           |
| 13 | Michał Winiarski               | 28.09.1983 | 200    | przyjmujący           |
| 15 | Dražen Luburić (do 05.10.2016) | 02.11.1993 | 202    | atakujący             |
| 16 | Kacper Piechocki               | 17.12.1995 | 184    | libero                |
| 17 | Nikołaj Penczew                | 22.05.1992 | 196    | przyjmujący           |
| 18 | Robert Milczarek               | 28.11.1983 | 188    | libero                |

| Nr | Imię i nazwisko    | Data ur.   | Wzrost | Pozycja      |
| -- | ------------------ | ---------- | ------ | ------------ |
| 1  | Srećko Lisinac     | 17.05.1992 | 205    | środkowy     |
| 2  | Mariusz Wlazły     | 04.08.1983 | 194    | atakujący    |
| 4  | Mariusz Marcyniak  | 05.03.1992 | 206    | środkowy     |
| 6  | Karol Kłos         | 08.08.1989 | 201    | środkowy     |
| 7  | Facundo Conte      | 25.08.1989 | 197    | przyjmujący  |
| 8  | Andrzej Wrona      | 27.12.1988 | 206    | środkowy     |
| 9  | Marcin Janusz      | 31.07.1994 | 195    | rozgrywający |
| 10 | Nicolás Uriarte    | 21.03.1990 | 192    | rozgrywający |
| 11 | Mihajlo Stanković  | 05.06.1993 | 200    | przyjmujący  |
| 13 | Michał Winiarski   | 28.09.1983 | 200    | przyjmujący  |
| 14 | Marcel Gromadowski | 19.12.1985 | 202    | atakujący    |
| 15 | Israel Rodríguez   | 27.08.1981 | 195    | przyjmujący  |
| 16 | Kacper Piechocki   | 17.12.1995 | 184    | libero       |
| 17 | Nikołaj Penczew    | 22.05.1992 | 196    | przyjmujący  |
| 18 | Nicolas Maréchal   | 04.03.1987 | 198    | przyjmujący  |

| Nr | Imię i nazwisko     | Data ur.   | Wzrost | Pozycja      |
| -- | ------------------- | ---------- | ------ | ------------ |
| 1  | Srećko Lisinac      | 17.05.1992 | 205    | środkowy     |
| 2  | Mariusz Wlazły      | 04.08.1983 | 194    | atakujący    |
| 6  | Karol Kłos          | 08.08.1989 | 201    | środkowy     |
| 7  | Facundo Conte       | 25.08.1989 | 197    | przyjmujący  |
| 8  | Andrzej Wrona       | 27.12.1988 | 206    | środkowy     |
| 9  | Maciej Muzaj        | 21.05.1994 | 207    | atakujący    |
| 10 | Nicolás Uriarte     | 21.03.1990 | 192    | rozgrywający |
| 11 | Piotr Badura        | 20.02.1995 | 206    | środkowy     |
| 12 | Wojciech Włodarczyk | 28.10.1990 | 200    | przyjmujący  |
| 13 | Michał Winiarski    | 28.09.1983 | 200    | przyjmujący  |
| 15 | Aleksa Brđović      | 29.07.1993 | 204    | rozgrywający |
| 16 | Kacper Piechocki    | 17.12.1995 | 184    | libero       |
| 17 | Ferdinand Tille     | 08.12.1988 | 185    | libero       |
| 18 | Nicolas Maréchal    | 04.03.1987 | 198    | przyjmujący  |

| Nr | Imię i nazwisko     | Data ur.   | Wzrost | Pozycja      |
| -- | ------------------- | ---------- | ------ | ------------ |
| 1  | Bartosz Cedzyński   | 20.12.1990 | 211    | środkowy     |
| 2  | Mariusz Wlazły      | 04.08.1983 | 194    | atakujący    |
| 3  | Łukasz Pietrzak     | 25.07.1995 | 203    | atakujący    |
| 4  | Daniel Pliński      | 10.12.1978 | 204    | środkowy     |
| 5  | Samuel Tuia         | 24.07.1986 | 195    | przyjmujący  |
| 6  | Karol Kłos          | 08.08.1989 | 201    | środkowy     |
| 7  | Facundo Conte       | 25.08.1989 | 197    | przyjmujący  |
| 8  | Andrzej Wrona       | 27.12.1988 | 206    | środkowy     |
| 9  | Maciej Muzaj        | 21.05.1994 | 207    | atakujący    |
| 10 | Nicolás Uriarte     | 21.03.1990 | 192    | rozgrywający |
| 11 | Stéphane Antiga     | 03.02.1976 | 200    | przyjmujący  |
| 12 | Wojciech Włodarczyk | 28.10.1990 | 200    | przyjmujący  |
| 15 | Aleksa Brđović      | 29.07.1993 | 204    | rozgrywający |
| 16 | Paweł Zatorski      | 21.06.1990 | 184    | libero       |
| 17 | Jędrzej Maćkowiak   | 17.10.1992 | 200    | środkowy     |
| 18 | Dawid Konieczny     | 30.08.1994 | 197    | przyjmujący  |

| Nr | Imię i nazwisko                  | Data ur.   | Wzrost | Pozycja      |
| -- | -------------------------------- | ---------- | ------ | ------------ |
| 1  | Bartosz Cedzyński                | 20.12.1990 | 211    | środkowy     |
| 2  | Mariusz Wlazły                   | 04.08.1983 | 194    | przyjmujący  |
| 3  | Łukasz Zugaj                     | 27.01.1993 | 192    | rozgrywający |
| 4  | Daniel Pliński                   | 10.12.1978 | 204    | środkowy     |
| 5  | Wytze Kooistra                   | 03.06.1982 | 209    | środkowy     |
| 6  | Karol Kłos                       | 08.08.1989 | 201    | środkowy     |
| 8  | Konstantin Čupković              | 02.01.1987 | 205    | przyjmujący  |
| 9  | Dejan Vinčić (do 26.11.2012)     | 15.09.1986 | 202    | rozgrywający |
| 9  | Maciej Muzaj (od 12.12.2012)     | 21.05.1994 | 207    | atakujący    |
| 10 | Dante Boninfante (od 23.11.2012) | 07.03.1977 | 188    | rozgrywający |
| 12 | Paweł Woicki                     | 29.06.1983 | 183    | rozgrywający |
| 13 | Michał Winiarski                 | 28.09.1983 | 200    | przyjmujący  |
| 14 | Aleksandar Atanasijević          | 04.09.1991 | 200    | atakujący    |
| 16 | Paweł Zatorski                   | 21.06.1990 | 184    | libero       |
| 17 | Jędrzej Maćkowiak                | 17.10.1992 | 200    | środkowy     |
| 17 | Yosleyder Cala (do 21.11.2012)   | 22.10.1984 | 204    | przyjmujący  |
| 18 | Michał Bąkiewicz                 | 22.03.1981 | 197    | przyjmujący  |

| Nr | Imię i nazwisko         | Data ur.   | Wzrost | Pozycja      |
| -- | ----------------------- | ---------- | ------ | ------------ |
| 2  | Mariusz Wlazły          | 04.08.1983 | 194    | atakujący    |
| 3  | Bartosz Cedzyński       | 20.12.1990 | 211    | środkowy     |
| 4  | Daniel Pliński          | 10.12.1978 | 204    | środkowy     |
| 5  | Wytze Kooistra          | 03.06.1982 | 209    | środkowy     |
| 6  | Karol Kłos              | 08.08.1989 | 201    | środkowy     |
| 7  | Bartosz Kurek           | 29.08.1988 | 205    | przyjmujący  |
| 8  | Robert Milczarek        | 28.11.1983 | 188    | libero       |
| 9  | Konstantin Čupković     | 02.01.1987 | 205    | przyjmujący  |
| 10 | Miguel Ángel Falasca    | 29.04.1973 | 194    | rozgrywający |
| 12 | Paweł Woicki            | 29.06.1983 | 183    | rozgrywający |
| 13 | Michał Winiarski        | 28.09.1983 | 200    | przyjmujący  |
| 14 | Aleksandar Atanasijević | 04.09.1991 | 200    | atakujący    |
| 16 | Paweł Zatorski          | 21.06.1990 | 184    | libero       |
| 17 | Marcin Możdżonek        | 09.02.1985 | 211    | środkowy     |
| 18 | Michał Bąkiewicz        | 22.03.1981 | 197    | przyjmujący  |

| Nr | Imię i nazwisko      | Data ur.   | Wzrost | Pozycja      |
| -- | -------------------- | ---------- | ------ | ------------ |
| 1  | Grzegorz Bociek      | 06.06.1991 | 207    | atakujący    |
| 2  | Mariusz Wlazły       | 04.08.1983 | 194    | atakujący    |
| 3  | Bartosz Cedzyński    | 20.12.1990 | 211    | środkowy     |
| 4  | Daniel Pliński       | 10.12.1978 | 204    | środkowy     |
| 5  | Jakub Novotný        | 20.04.1979 | 196    | atakujący    |
| 6  | Karol Kłos           | 08.08.1989 | 201    | środkowy     |
| 7  | Bartosz Kurek        | 29.08.1988 | 205    | przyjmujący  |
| 8  | Maciej Krzywiecki    | 27.10.1989 | 190    | przyjmujący  |
| 9  | Michał Mysera        | 12.10.1988 | 205    | środkowy     |
| 10 | Miguel Ángel Falasca | 29.04.1973 | 194    | rozgrywający |
| 11 | Stéphane Antiga      | 03.02.1976 | 200    | przyjmujący  |
| 12 | Paweł Woicki         | 29.06.1983 | 183    | rozgrywający |
| 13 | Michał Winiarski     | 28.09.1983 | 200    | przyjmujący  |
| 14 | Radosław Wnuk        | 25.09.1978 | 207    | środkowy     |
| 15 | Łukasz Szablewski    | 05.10.1988 | 204    | rozgrywający |
| 16 | Paweł Zatorski       | 21.06.1990 | 184    | libero       |
| 17 | Marcin Możdżonek     | 09.02.1985 | 211    | środkowy     |
| 18 | Michał Bąkiewicz     | 22.03.1981 | 197    | przyjmujący  |

| Nr | Imię i nazwisko      | Data ur.   | Wzrost | Pozycja      |
| -- | -------------------- | ---------- | ------ | ------------ |
| 1  | Maciej Dobrowolski   | 19.03.1977 | 190    | rozgrywający |
| 2  | Mariusz Wlazły       | 04.08.1983 | 194    | atakujący    |
| 3  | Piotr Gacek          | 16.09.1978 | 185    | libero       |
| 4  | Daniel Pliński       | 10.12.1978 | 204    | środkowy     |
| 5  | Jakub Novotný        | 20.04.1979 | 196    | atakujący    |
| 6  | Miłosz Hebda         | 11.03.1991 | 208    | atakujący    |
| 7  | Bartosz Kurek        | 29.08.1988 | 205    | przyjmujący  |
| 10 | Miguel Ángel Falasca | 29.04.1973 | 194    | rozgrywający |
| 11 | Stéphane Antiga      | 03.02.1976 | 200    | przyjmujący  |
| 13 | Michał Winiarski     | 28.09.1983 | 200    | przyjmujący  |
| 14 | Radosław Wnuk        | 25.09.1978 | 207    | środkowy     |
| 16 | Bartosz Cedzyński    | 20.12.1990 | 211    | środkowy     |
| 17 | Marcin Możdżonek     | 09.02.1985 | 211    | środkowy     |
| 18 | Michał Bąkiewicz     | 22.03.1981 | 197    | przyjmujący  |

| Nr | Imię i nazwisko      | Data ur.   | Wzrost | Pozycja      |
| -- | -------------------- | ---------- | ------ | ------------ |
| 1  | Maciej Dobrowolski   | 19.03.1977 | 190    | rozgrywający |
| 2  | Mariusz Wlazły       | 04.08.1983 | 194    | atakujący    |
| 3  | Piotr Gacek          | 16.09.1978 | 185    | libero       |
| 4  | Daniel Pliński       | 10.12.1978 | 204    | środkowy     |
| 5  | Janne Heikkinen      | 11.04.1976 | 204    | środkowy     |
| 6  | Dawid Murek          | 24.07.1977 | 196    | przyjmujący  |
| 7  | Bartosz Kurek        | 29.08.1988 | 205    | przyjmujący  |
| 8  | Jakub Jarosz         | 10.02.1987 | 197    | atakujący    |
| 9  | Paweł Maciejewicz    | 29.01.1980 | 198    | atakujący    |
| 10 | Miguel Ángel Falasca | 29.04.1973 | 194    | rozgrywający |
| 11 | Stéphane Antiga      | 03.02.1976 | 200    | przyjmujący  |
| 14 | Radosław Wnuk        | 25.09.1978 | 207    | środkowy     |
| 17 | Marcin Możdżonek     | 09.02.1985 | 211    | środkowy     |
| 18 | Michał Bąkiewicz     | 22.03.1981 | 197    | przyjmujący  |

| Nr | Imię i nazwisko    | Data ur.   | Wzrost | Pozycja      |
| -- | ------------------ | ---------- | ------ | ------------ |
| 1  | Maciej Dobrowolski | 19.03.1977 | 190    | rozgrywający |
| 2  | Mariusz Wlazły     | 04.08.1983 | 194    | atakujący    |
| 3  | Krzysztof Stelmach | 11.11.1967 | 198    | przyjmujący  |
| 4  | Piotr Gruszka      | 08.03.1977 | 206    | atakujący    |
| 5  | Janne Heikkinen    | 11.04.1976 | 204    | środkowy     |
| 6  | Dan Lewis          | 03.04.1976 | 189    | libero       |
| 8  | Alex Damiaony      | 01.01.1981 | 208    | atakujący    |
| 9  | Paweł Maciejewicz  | 29.01.1980 | 198    | atakujący    |
| 10 | Daniel Pliński     | 10.12.1978 | 204    | środkowy     |
| 11 | Stéphane Antiga    | 03.02.1976 | 200    | przyjmujący  |
| 13 | Robert Milczarek   | 28.11.1983 | 188    | libero       |
| 14 | Radosław Wnuk      | 25.09.1978 | 207    | środkowy     |
| 15 | Bartłomiej Neroj   | 22.11.1984 | 200    | rozgrywający |
| 18 | Michał Bąkiewicz   | 22.03.1981 | 197    | przyjmujący  |

| Nr | Imię i nazwisko    | Data ur.   | Wzrost | Pozycja      |
| -- | ------------------ | ---------- | ------ | ------------ |
| 1  | Maciej Dobrowolski | 19.03.1977 | 190    | rozgrywający |
| 2  | Mariusz Wlazły     | 04.08.1983 | 194    | atakujący    |
| 3  | Krzysztof Stelmach | 11.11.1967 | 198    | przyjmujący  |
| P  | Piotr Gruszka      | 08.03.1977 | 206    | atakujący    |
| 5  | Janne Heikkinen    | 11.04.1976 | 204    | środkowy     |
| 6  | Dan Lewis          | 03.04.1976 | 189    | libero       |
| 8  | Robert Milczarek   | 28.11.1983 | 188    | libero       |
| 9  | Paweł Maciejewicz  | 29.01.1980 | 198    | atakujący    |
| 13 | Ewgeni Iwanow      | 03.06.1974 | 210    | środkowy     |
| 14 | Radosław Wnuk      | 25.09.1978 | 207    | środkowy     |
| 15 | Bartłomiej Neroj   | 22.11.1984 | 200    | rozgrywający |
| 16 | Krzysztof Ignaczak | 15.05.1978 | 188    | libero       |
| 17 | Michał Chadała     | 15.10.1977 | 196    | przyjmujący  |

| Nr | Imię i nazwisko     | Data ur.   | Wzrost | Pozycja      |
| -- | ------------------- | ---------- | ------ | ------------ |
| 1  | Maciej Dobrowolski  | 19.03.1977 | 190    | rozgrywający |
| 2  | Mariusz Wlazły      | 04.08.1983 | 194    | atakujący    |
| 3  | Krzysztof Stelmach  | 11.11.1967 | 198    | przyjmujący  |
| 4  | Damian Dacewicz     | 28.09.1974 | 209    | środkowy     |
| 5  | Andrzej Stelmach    | 15.08.1972 | 200    | rozgrywający |
| 6  | Witalij Kiktijew    | 05.11.1980 | 207    | przyjmujący  |
| 8  | Jarosław Sobczyński | 15.09.1977 | 203    | środkowy     |
| 9  | Paweł Maciejewicz   | 29.01.1980 | 198    | atakujący    |
| 10 | Robert Milczarek    | 28.11.1983 | 188    | libero       |
| 13 | Michał Winiarski    | 28.09.1983 | 200    | przyjmujący  |
| 14 | Radosław Wnuk       | 25.09.1978 | 207    | środkowy     |
| 16 | Krzysztof Ignaczak  | 15.05.1978 | 188    | libero       |
| 17 | Michał Chadała      | 15.10.1977 | 196    | przyjmujący  |

| Nr | Imię i nazwisko     | Data ur.   | Wzrost | Pozycja      |
| -- | ------------------- | ---------- | ------ | ------------ |
| 1  | Władimir Kastornow  | 15.07.1975 | 202    | przyjmujący  |
| 2  | Mariusz Wlazły      | 04.08.1983 | 194    | atakujący    |
| 3  | Piotr Gruszka       | 08.03.1977 | 206    | przyjmujący  |
| 4  | Damian Dacewicz     | 28.09.1974 | 209    | środkowy     |
| 5  | Andrzej Stelmach    | 15.08.1972 | 200    | rozgrywający |
| 7  | Krzysztof Ignaczak  | 15.05.1978 | 188    | libero       |
| 9  | Dariusz Szulik      | 02.05.1983 | 204    | środkowy     |
| 10 | Robert Milczarek    | 28.11.1983 | 188    | libero       |
| 13 | Paweł Maciejewicz   | 29.01.1980 | 198    | atakujący    |
| 14 | Radosław Wnuk       | 25.09.1978 | 207    | środkowy     |
| 15 | Bartłomiej Neroj    | 22.11.1984 | 200    | rozgrywający |
| 17 | Michał Chadała      | 15.10.1977 | 196    | przyjmujący  |
| 18 | Robert Szczerbaniuk | 29.05.1977 | 200    | środkowy     |

| Nr | Imię i nazwisko    | Data ur.   | Wzrost | Pozycja      |
| -- | ------------------ | ---------- | ------ | ------------ |
| 1  | Adam Nowik         | 23.04.1975 | 206    | środkowy     |
| 2  | Mariusz Wlazły     | 04.08.1983 | 194    | atakujący    |
| 3  | Paweł Maciejewicz  | 29.01.1980 | 198    | atakujący    |
| 4  | Radosław Wnuk      | 25.09.1978 | 207    | środkowy     |
| 5  | Andrzej Stelmach   | 15.08.1972 | 200    | rozgrywający |
| 6  | Marcin Kocik       | 07.05.1979 | 196    | przyjmujący  |
| 7  | Krzysztof Ignaczak | 15.05.1978 | 188    | libero       |
| 8  | Tomasz Skalski     | 25.05.1973 | 191    | atakujący    |
| 9  | Dariusz Szulik     | 02.05.1983 | 204    | środkowy     |
| 10 | Robert Milczarek   | 28.11.1983 | 188    | libero       |
| 11 | Michał Ruciak      | 22.08.1983 | 189    | przyjmujący  |
| 13 | Tomass Kalninš     | 17.05.1977 | 201    | atakujący    |
| 15 | Bartłomiej Neroj   | 22.11.1984 | 200    | rozgrywający |
| 18 | Michał Bąkiewicz   | 22.03.1981 | 197    | przyjmujący  |

| Nr | Imię i nazwisko       | Data ur.   | Wzrost | Pozycja      |
| -- | --------------------- | ---------- | ------ | ------------ |
| 1  | Adam Nowik            | 23.04.1975 | 206    | środkowy     |
| 2  | Łukasz Żygadło        | 02.08.1979 | 201    | rozgrywający |
| 3  | Paweł Maciejewicz     | 29.01.1980 | 198    | atakujący    |
| 4  | Radosław Wnuk         | 25.09.1978 | 207    | środkowy     |
| 5  | Sławomir Kudłaczewski | 23.05.1972 | 194    | przyjmujący  |
| 6  | Marcin Kocik          | 07.05.1979 | 196    | przyjmujący  |
| 7  | Leszek Czerlonek      | 16.03.1969 | 191    | libero       |
| 8  | Tomasz Skalski        | 25.05.1973 | 191    | atakujący    |
| 9  | Siergiej Bielanskij   | 28.12.1972 | 202    | środkowy     |
| 10 | Robert Prygiel        | 17.04.1976 | 200    | atakujący    |
| 11 | Maciej Bartodziejski  | 15.10.1973 | 189    | przyjmujący  |
| 12 | Piotr Szulc           | 19.11.1976 | 191    | przyjmujący  |
| 17 | Jakub Bednaruk        | 09.09.1976 | 188    | rozgrywający |

| Nr | Imię i nazwisko       | Data ur.   | Wzrost | Pozycja      |
| -- | --------------------- | ---------- | ------ | ------------ |
| 1  | Adam Nowik            | 23.04.1975 | 206    | środkowy     |
| 3  | Paweł Maciejewicz     | 29.01.1980 | 198    | atakujący    |
| 4  | Tomasz Rosa           | 05.03.1976 | 198    | środkowy     |
| 5  | Sławomir Kudłaczewski | 23.05.1972 | 194    | przyjmujący  |
| 6  | Zbigniew Zieliński    | 29.03.1964 | 193    | przyjmujący  |
| 7  | Leszek Czerlonek      | 16.03.1969 | 191    | libero       |
| 8  | Tomasz Skalski        | 25.05.1973 | 191    | atakujący    |
| 9  | Siergiej Bielanskij   | 28.12.1972 | 202    | środkowy     |
| 10 | Robert Prygiel        | 17.04.1976 | 200    | atakujący    |
| 11 | Maciej Bartodziejski  | 15.10.1973 | 189    | przyjmujący  |
| 12 | Piotr Szulc           | 19.11.1976 | 191    | przyjmujący  |
| 15 | Tomasz Paluch         | 24.11.1970 | 194    | środkowy     |
| 17 | Jakub Bednaruk        | 09.09.1976 | 188    | rozgrywający |